# Pueyo de Sancho
Pueyo de Sancho (en latín: Podio de Sancii, en romance navarroaragonés, Puyo de Sanç) fue el nombre de una desaparecida fortificación en el entorno de Tudela.

## Descripción
La fortificación fue establecida por Pedro I de Aragón (r. 1094-1104) como una de las posiciones en la frontera con la Tudela islámica. Recibió ese nombre en honor del padre del rey, el difunto Sancho Ramírez, al igual que otras fundaciones similares de Pedro I. Esto ha hecho que a veces se confunda con un homónimo en Huesca hasta que José R. Castro aclaró la cuestión.
Su ubicación es poco clara en las fuentes, más allá de estar en un cerro y formar parte de una línea de fortalezas cristianas que incluía Santacara, Caparroso, Arguedas, Milagro y Azagra. Se ha propuesto que estaba en el monte San Julián, en el cerro Monreal o en el actual término de Arguedas. Tampoco hay consenso en si se trató de una nueva fundación cristiana o una ampliación de alguna estructura islámica previa.
En cualquier caso, la fortaleza servía como posición avanzada cristiana contra la ciudad islámica (como su homónima con Huesca, Juslibol con Zaragoza o Velilla de Cinca con Lérida) y una de las bases para la extracción de parias que era una de las bases económicas del reino de Aragón y Pamplona.
La localidad es notable por haber sido el lugar de la capitulación de Tudela ante Alfonso I el Batallador en 1119. Conquistada la ciudad  del Ebro, la posición perdió interés militar. En los años siguientes Alfonso I otorgó fuero a localidades como Araciel, Corella o Cabanillas para reorganizar la población en el entorno de Tudela, que vio una concentración de almunias y núcleos rurales islámicos de su periferia, desapareciendo muchos y dejando de haber menciones a Pueyo de Sancho.